# Nekrolog 1401
Nekrolog
◄◄
| ◄
| 1397
| 1398
| 1399
| 1400
| 1401 | 1402 | 1403 | 1404 | 1405 | ► | ►►
Weitere Ereignisse | Allgemeiner Nekrolog 1401
Die Beschreibung der verstorbenen Person sollte so kurz wie möglich gehalten sein und nur deren signifikante Tätigkeit(en) enthalten.
Neue Namen ggf. auch unter dem Geburts- und Sterbedatum, also etwa unter 1. Januar und im Geburts- und Sterbejahr (2024) eintragen (nur bei entsprechender großer Wichtigkeit). Für Beispiele siehe die schon vorhandenen Artikel.
Außerdem über die fünf zuletzt Verstorbenen, zu denen es einen ausreichend guten Artikel für eine Präsentation auf der Hauptseite gibt, nach der todesbedingten Überarbeitung der Artikel ggf. auch unter Wikipedia Diskussion:Hauptseite informieren und sie am besten auch in den anderen Wikipedia-Sprachversionen eintragen. Tipp: Regelmäßig bei news.google.de nach „ist tot“, „gestorben“ oder „verstorben“ suchen.
Wenn eine Person gestorben ist, gibt es viele Seiten zu dieser Person in der Wikipedia, die davon auch betroffen sind und entsprechend aktualisiert werden müssen. Beispiele: Namenübersichtsseite, Geburtsjahr, Geburtsort-Seiten und viele mehr.
Wie finde ich die betroffenen Seiten?
Im Suchfeld auf der linken Seite gibt man den Suchbegriff so ein: „Vorname Nachname“. Dann klickt man auf Volltext und alle Seiten mit entsprechendem Suchtext werden aufgerufen. Hier sieht man dann schnell, wo auch das Todesjahr Sinn macht oder sogar ein Teil des Artikels angepasst werden muss. Auch hilft das „Werkzeug“ auf der linken Seite sehr gut, um solche Seiten aufzufinden: „Links auf diese Seite“. Somit ist die Wikipedia wieder aktuell in allen Bereichen! Hinweis: bei Eintragung der Kategorie „Gestorben JAHR“ wird der Missbrauchsfilter 49 ausgelöst, was jedoch nicht schlimm ist. Siehe: Spezial:Missbrauchsfilter/49
Dies ist eine Liste von im Jahr 1401 verstorbenen bekannten Persönlichkeiten. Die Einträge erfolgen innerhalb der einzelnen Daten alphabetisch sortiert. Tiere sind im Nekrolog für Tiere zu finden.

## Januar
| Tag        | Name                              | Beruf, bekannt als                                     | Alter | Beleg |
| ---------- | --------------------------------- | ------------------------------------------------------ | ----- | ----- |
| 13. Januar | Guillaume d’Aigrefeuille le Jeune | französischer Benediktiner, Kardinalbischof von Sabina |       |       |

## Mai
| Tag     | Name                  | Beruf, bekannt als                                                                                         | Alter | Beleg |
| ------- | --------------------- | --- | ----- | ----- |
| 5. Mai  | Emecho II. von Cochem | deutscher Benediktiner und Abt                                                                             |       |       |
| 18. Mai | Wladislaus II.        | Herzog von Oppeln, Wielun und Kujawien, Statthalter im Königreich Polen und Rothreußen, Palatin von Ungarn |       |       |
| 25. Mai | Erich III.            | Herzog von Sachsen-Lauenburg (1370–1401)                                                                   |       |       |
| 25. Mai | Maria von Sizilien    | Königin von Sizilien                                                                                       |       |       |
| 26. Mai | Andreas Franchi       | italienischer Bischof                                                                                      |       |       |

## Juli
| Tag      | Name             | Beruf, bekannt als               | Alter | Beleg |
| -------- | ---------------- | -------------------------------- | ----- | ----- |
| 19. Juli | Wilhelm Freseken | Domherr und Dompropst in Münster |       |       |

## August
| Tag       | Name                                     | Beruf, bekannt als                   | Alter | Beleg |
| --------- | ---------------------------------------- | ------------------------------------ | ----- | ----- |
| 8. August | Thomas de Beauchamp, 12. Earl of Warwick | englischer Adliger und Lord Appelant |       |       |

## September
| Tag           | Name             | Beruf, bekannt als                                                                                     | Alter | Beleg |
| ------------- | ---------------- | --- | ----- | ----- |
| 27. September | Michael von Prag | Ordensgeistlicher, Prior der Kartausen Aggsbach und Geirach, Visitator der oberdeutschen Ordensprovinz |       |       |

## Oktober
| Tag         | Name                             | Beruf, bekannt als       | Alter | Beleg |
| ----------- | -------------------------------- | ------------------------ | ----- | ----- |
| 19. Oktober | John Charlton, 4. Baron Charlton | walisischer Marcher Lord | 39    |       |
| 21. Oktober | Klaus Störtebeker                | deutscher Seeräuber      |       |       |
| Oktober     | Annabella Drummond               | Königin von Schottland   |       |       |

## November
| Tag          | Name          | Beruf, bekannt als    | Alter | Beleg |
| ------------ | ------------- | --------------------- | ----- | ----- |
| 26. November | Friedrich XI. | Graf von Hohenzollern |       |       |

## Dezember
| Tag      | Name                  | Beruf, bekannt als                                           | Alter | Beleg |
| -------- | --------------------- | ------------------------------------------------------------ | ----- | ----- |
| Dezember | Pietro Pileo di Prata | italienischer Geistlicher, Kardinal und päpstlicher Diplomat |       |       |

## Datum unbekannt
| Tag | Name                    | Beruf, bekannt als                                         | Alter | Beleg |
| --- | ----------------------- | ---------------------------------------------------------- | ----- | ----- |
|     | Arnaud-Amanieu d’Albret | Offizier des ersten Teils des Hundertjährigen Kriegs       |       |       |
|     | Willer Crowell          | Abt des Klosters Oldenstadt                                |       |       |
|     | Engelbert III.          | regierender Graf von Ziegenhain und Nidda                  |       |       |
|     | Michele di Lando        | italienischer Tucharbeiter, Beteiligter am Ciompi-Aufstand |       |       |
|     | Gödeke Michels          | Pirat und Vitalienbruder                                   |       |       |
|     | Thomas Morkerke         | Bürgermeister von Lübeck                                   |       |       |
|     | Saen Mueang Ma          | König von Lan Na in Nord-Thailand                          |       |       |
|     | Hennig Wichmann         | Anführer der Likedeeler                                    |       |       |
|     | Magister Wigbold        | Mitglied der Likedeeler-Bande Klaus Störtebekers           |       |       |